# Castanopsis neocavaleriei
Castanopsis neocavaleriei är en bokväxtart som beskrevs av Aimée Antoinette Camus. Castanopsis neocavaleriei ingår i släktet Castanopsis och familjen bokväxter. Inga underarter finns listade.